# Donnie Brasco
Donnie Brasco is een Amerikaanse film van Mike Newell uit 1997. De belangrijkste acteurs zijn Al Pacino, Johnny Depp en Michael Madsen.

## Verhaal
De film is gebaseerd op een waargebeurd verhaal en vertelt hoe FBI-agent Joe Pistone (Johnny Depp) succesvol infiltreerde in de familie Bonanno, een van de vijf maffiafamilies in New York. 
De naam Donald (“Donnie”) Brasco werd gekozen als alias voor Joe Pistone. Pistone, opgegroeid in New Jersey, werd geselecteerd voor de undercoveropdracht (1976-1981) omdat hij Siciliaanse roots had, vloeiend Italiaans sprak en vertrouwd was met de maffia. Hij zei ook dat hij niet zou begeven onder druk en dat hij de codes en het hele systeem van de maffia begreep.
De FBI-operatie kreeg de codenaam “Sun-Apple” vanwege de locaties van de twee gelijktijdige operaties: Miami (“Sunny Miami”) en New York (“The Big Apple”).

## Rolverdeling
| Acteur          | Personage                 |
| --------------- | ------------------------- |
| Al Pacino       | Benjamin Ruggiero         |
| Johnny Depp     | Donnie Brasco/Joe Pistone |
| Michael Madsen  | Sonny Black               |
| Bruno Kirby     | Nicky                     |
| James Russo     | Paulie                    |
| Anne Heche      | Maggie Pistone            |
| Željko Ivanek   | Tim Curley                |
| Gerry Becker    | Dean Blandford            |
| Robert Miano    | Sonny Red                 |
| Brian Tarantina | Bruno                     |
| Rocco Sisto     | Richard 'Richie' Gazzo    |
| Gretchen Mol    | Sonny's vriendin)         |

## Trivia
- Tom Cruise leek gedurende een lange periode de rol van Joe Pistone / Donnie Brasco te krijgen. Maar uiteindelijk ging de rol naar Johnny Depp.
- De stripclubscène is waargebeurd. Alleen was Donnie Brasco niet met Lefty, maar met Anthony Mirra.
- Johnny Depp ontmoette de echte Joseph D. Pistone een paar keer tijdens de voorbereiding van zijn rol.
- Joe Pesci was de eerste keuze voor de rol van Nicky, maar de rol kwam uiteindelijk terecht in de handen van Bruno Kirby.

## Academy Awards(genomineerd)
- Best Writing, Screenplay Based on Material from Another Medium – Paul Attanasio